# Kepler-11f
Kepler-11f és un exoplaneta (planeta extrasolar) descobert en l'òrbita de l'estel similar al Sol Kepler-11 pel telescopi espacial Kepler de la NASA, que busca planetes que davant de les seues estrelles mare. Kepler-11f és el cinquè planeta del seu estel, orbitant a una quarta part de la distància (0,25 ua) de la Terra des del Sol cada 47 dies. És el més llunyà dels primers cinc planetes en el sistema, en comparació del planeta Kepler-11g. Kepler-11f és el menys massiu dels sis planetes de Kepler-11, gairebé dues vegades la massa de la Terra: 2,6 vegades el radi de la Terra. Juntament amb els planetes «d» i «e» i a diferència dels dos planetes interiors en el sistema, Kepler-11f té una densitat menor que la de l'aigua i comparable a la de Saturn. Això suggereix que Kepler-11f té una atmosfera d'hidrogen i heli significatiu. Els planetes de Kepler-11 constitueixen el primer sistema descobert amb més de tres planetes en òrbita. Kepler-11f es va anunciar al públic el 2 de febrer de 2011 després de les recerques de seguiment en diversos observatoris. L'anàlisi dels planetes i dels resultats de l'estudi es van publicar l'endemà en la revista Nature.

## Nom i descobriment
Kepler-11, antigament conegut com KOI-157, és estrella mare del planeta i s'inclou en el nom del planeta. A causa que Kepler-11f va ser descobert amb altres cinc planetes, els planetes de Kepler-11 van ser ordenats per la distància de l'estrella mare, per la qual cosa Kepler-11f és el cinquè planeta del seu estel i se li va donar la lletra «f». El nom de "Kepler" es deriva del satèl·lit Kepler de la NASA.
Les observacions de seguiment es van dur a terme en els observatoris en l'Observatori W. M. Keck en Hawaii, en els telescopis Shane i Hale a Califòrnia, Harlan J. Smith i Hobby-Eberly a Texas, els telescopis WIYN i MMT i l'Observatori Whipple a Arizona i el Telescopi òptic nòrdic en les Illes Canàries. El telescopi espacial també es va utilitzar. Segons la NASA, el sistema de Kepler-11 és el més compacte i el sistema més pla descobert fins ara, superant fins i tot el sistema solar.

## Estrella mare
Kepler-11 és una estrella tipus G, igual que el Sol és, i està situada a 613 parsecs de distància, a la constel·lació del Cigne. Té el 95% de la massa solar i el 110% del radi solar. La seva massa i radi, combinat amb un contingut de ferro aproximat (metal·licitat) de 0 a 5.680 K, fan que l'estel siga molt similar al Sol, encara que una mica més fred. No obstant això, l'estel té aproximadament 1,74 vegades l'edat del Sol, i s'estima que ha existit des de fa vuit mil milions d'anys. Kepler-11 té sis planetes coneguts en òrbita: Kepler-11b, Kepler-11c, Kepler-11d, Kepler-11e, Kepler-11f, i Kepler-11g. Orbiten prop de la seua estrella mare i les seves òrbites cabrien dins de l'òrbita del planeta Mercuri. Amb una magnitud aparent de 14,2, Kepler-11 no pot ser vist a ull nu.